# Oksana Kotowa
Oksana Kotowa (kaz. Оксана Котова; ur. 21 grudnia 1974) – kazachska biegaczka narciarska.
Kotowa po raz pierwszy wystąpiła na arenie międzynarodowej na Mistrzostwach Świata w Narciarstwie Klasycznym w 1993 roku w Falun. W następnym roku wystąpiła w pięciu wyścigach na Zimowych Igrzyskach Olimpijskich w Lillehammer. Zajęła 56. miejsce na 5 km w stylu klasycznym, 43. miejsce na 15 km w stylu dowolnym, 47. miejsce na 30 km w stylu klasycznym. Dodatkowo razem z Natalją Sztajmec, Jeleną Czerniecową i Jeleną Wołodiną, zajęła 13. miejsce w sztafecie. Ukończyła swój ostatni międzynarodowy wyścig na Zimowej Uniwersjadzie 1995 w Candanchú, gdzie zajęła 44. miejsce na 10 km w stylu klasycznym.